# Lexis ranrunensis
Lexis ranrunensis là một loài bướm đêm thuộc phân họ Arctiinae, họ Erebidae.